# Fourplay (film)
Pour les articles homonymes, voir Fourplay (homonymie).
Pour plus de détails, voir Fiche technique et Distribution.
Fourplay, également connu sous le nom de Londinium, est un film américano-britannique de 2001.

## Synopsis
Fourplay suit la vie romantiquement liée d’un scénariste, un producteur, une actrice et une maquilleuse de télévision. Ben Greene (Mike Binder) est un scénariste de bande dessinée américain qui vient en Grande-Bretagne écrire pour une série télévisée, Telford Gate. La star de la série, Carly Matthews-Portland (Mariel Hemingway), est mariée au producteur, Allan (Colin Firth). Carly décide d’aider Greene, en lui fixant un rendez-vous avec une maquilleuse française, Fiona Delgrazia (Irène Jacob). Au fur et à mesure que le film progresse, les vies des couples deviennent plus entrelacées et ils décident chacun s’ils sont dans la bonne relation ou non.

## Distribution
- Colin Firth : Allen Portland
- Mike Binder : Ben Greene
- Irène Jacob : Fiona Delgrazia
- Mariel Hemingway : Carly Matthews Portland
- Stephen Fry : Nigel Steele
- Jack Dee : Glen
- Christopher Lawford : Davis
- Stephen Marcus : Davey
- Vincent Grass : le père de Fiona

## Accueil

### Réception critique
Le film n’a pas reçu beaucoup de critiques. Le critique de scoopy.net lui a donné un D, suggérant qu’il ne plairait même pas aux fans du genre. Qwipster a trouvé le film « Tiède au mieux ».

## Sortie
Le film est sorti en DVD le 7 décembre 2004.